# Seth J. McKee

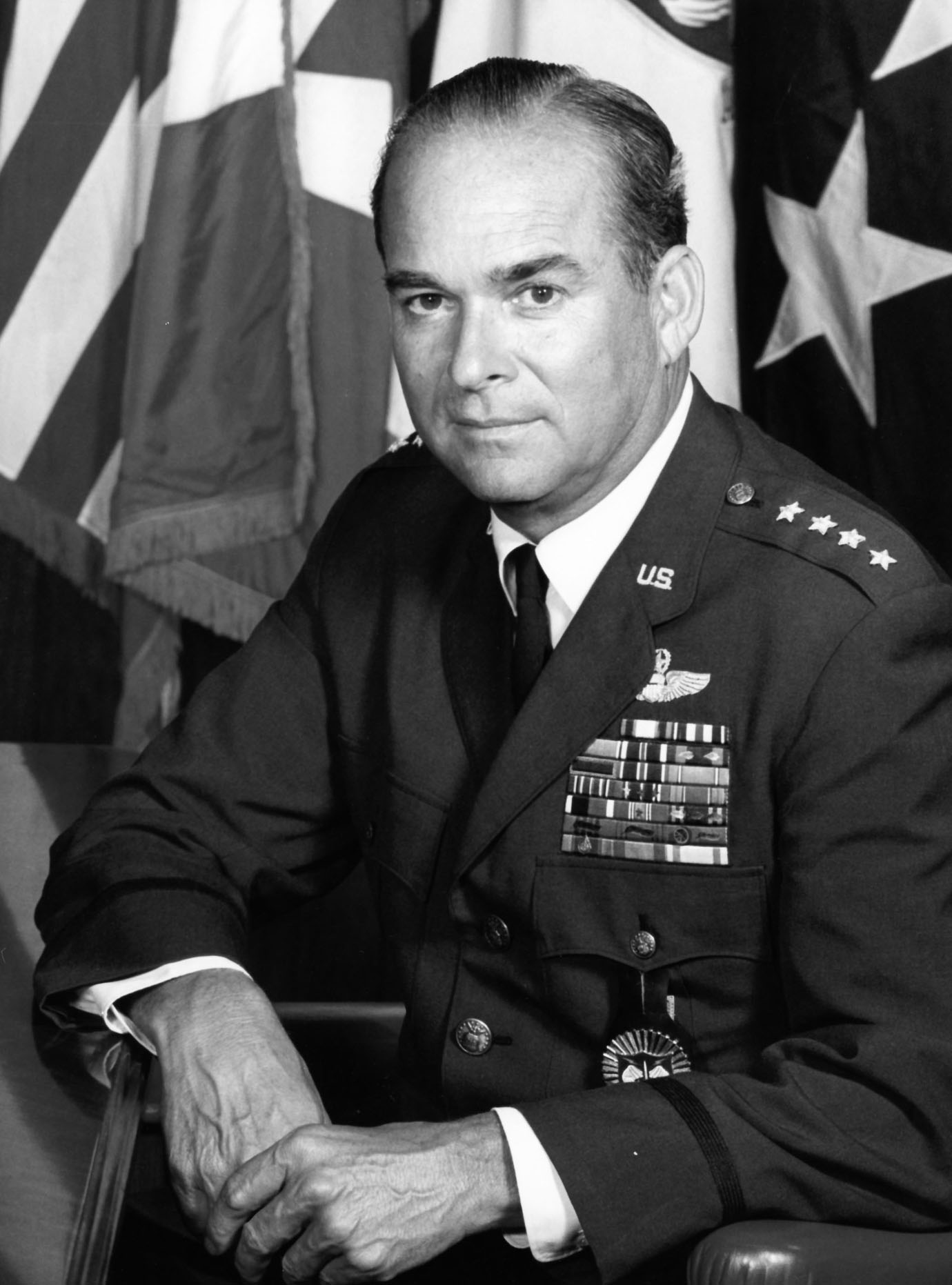
General Seth J. McKee

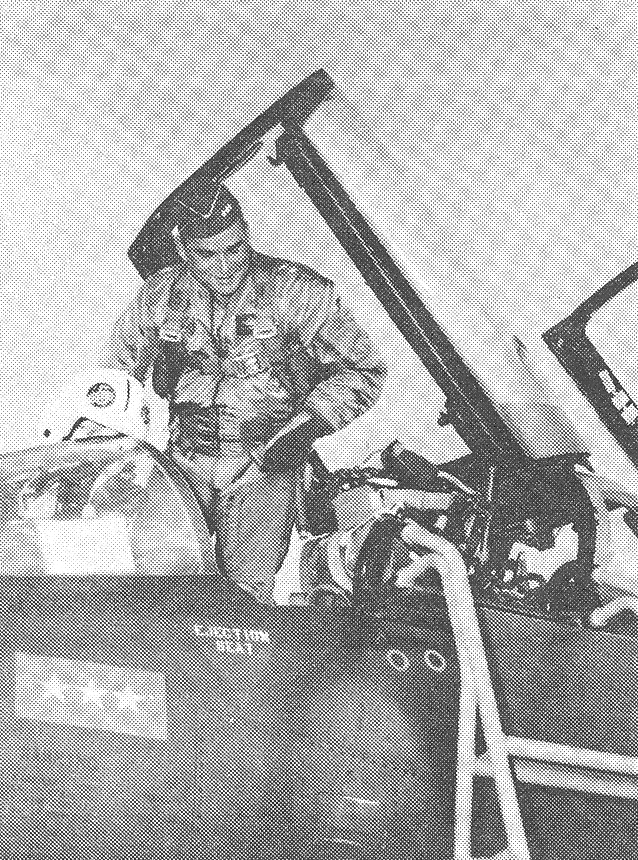
Seth J. McKee als Kommandeur der Fifth Air Force (Januar 1968)

Seth Jefferson McKee (* 6. November 1916 in McGehee, Arkansas; † 26. Dezember 2016 in Scottsdale, Arizona) war ein US-amerikanischer General. Von 1969 bis 1973 war er Kommandeur des North American Aerospace Defense Command.

## Leben
Seth Jefferson McKee wurde 1916 in der Kleinstadt McGehee in Arkansas geboren. Er machte seinen Abschluss an der Cape Girardeau High School in Missouri 1934, ehe er zuerst für drei Jahre an der Southeast Missouri State University und dann für ein halbes Jahr an der University of Oklahoma studierte. Er begann seine militärische Laufbahn 1935 bei der Missouri National Guard, ehe er 1938 zur US Air Force wechselte.
Bis Januar 1944 war McKee in verschiedenen Positionen und Einsatzgebieten in der Air Force tätig. Anschließend wurde er als neuer Kommandant der 370th Fighter Group nach Großbritannien verlegt. In dieser Position war McKee in Frankreich, Belgien und im Deutschen Reich im Kampf gegen Nazideutschland im Einsatz.
Nach dem Krieg kehrte McKee in die Vereinigten Staaten zurück und wurde als Kommandant der Army Air Forces Radar School zur 3501st Army Air Forces Bases Unit nach Boca Raton verlegt. 1947 wurde er zum Chief of the Operations and Training Division der Twelfth Air Force auf der March Air Reserve Base in Kalifornien. Von 1948 bis Juli 1950 war er außerdem der Direktor der Air Force Reserve auf der Maxwell-Gunter Air Force Base.
Im Mai 1950 wurde McKee technischer Berater der Aeronautica Militare unter Leitung der Military Assistance Advisory Group in Rom. Er hielt diese Position bis 1951 inne, ehe er Leiter Trainingsdivision, die in Europa stationierte 36th Operations Group wurde. Im Juni 1953 kehrte er in die Vereinigten Staaten zurück, wo er als Offizier und Beigeordneter mehrere Positionen in der Air Force innehatte.
Im Juli 1956 wurde McKee zum Hunter Army Airfield in Georgia versetzt, wo er der Kommandant zweier Fliegerstaffeln wurde. 1958 wechselte er zur Homestead Air Reserve Base in Florida. 1959 übernahm McKee den Posten als Direktor beim Strategic Air Command in Nebraska. In den folgenden Jahren wurde er außerdem Direktor der 821st Strategic Aerospace Division (1964) und Kommandant der United States Forces Japan (1966).
Am 1. August 1969 wurde McKee zum Kommandeur des North American Aerospace Defense Command sowie des Continental Air Defense Command ernannt und zugleich auch zum General befördert. Im Juli 1973 trat er von seinem Posten zurück und beendete im September 1973 auch seine Laufbahn bei der US Air Force. McKee wurde für seine Verdienste mehrfach ausgezeichnet, darunter mit dem Legion of Merit. Anlässlich seines hundertsten Geburtstages erhielt er im November 2016 den Orden der Ehrenlegion.